# Krvna plazma
Krvna plazma je tekoča sestavina krvi, v kateri so suspendirane krvne celice. Plazma predstavlja največji delež krvi, namreč 55 volumskih odstotkov. Krvno plazmo, ki je očiščena dejavnikov strjevanja krvi (fibrina in drugih beljakovin), imenujemo serum. Krvna plazma vsebuje številne bistvene beljakovine, na primer fibrinogen, globuline, serumske albumine ...
Krvna plazma ima videz sirotkaste tekočine. Povečini je sestavljena iz vode, plazemskih beljakovin in anorganskih elektrolitov. Predstavlja transportni medij za glukozo, lipide, aminokisline, hormone, končne presnovne produkte, ogljikov dioksid in kisik. Kapaciteta plazme za prenos kisika je sicer veliko manjša kot kapaciteta hemoglobina v rdečih krvničkah in le majhen del kisika je pri normalnem atmosferskem tlaku raztopljenega v plazmi. Delež raztopljenega kisika se bistveno poveča pri hiperbaričnih razmerah, na primer v hiperbarični komori. Plazma predstavlja skladišče in transportni medij dejavnikov strjevanja krvi. Beljakovinske sestavine plazme so odločilne pri vzdrževanju onkotskega tlaka krvi, ki omogoča, da serum ne zapusti žil. 
Krvna plazma predstavlja okoli 5 odstotkov telesne teže (okoli 3,5 litra). Specifična gostota plazme znaša 1028 g/L.
Plazmo lahko pridobimo s centrifugiranjem krvi, ki ji poprej dodamo antikoagulans (npr. natrijev citrat). Za transfuzijo ustrezna plazma je mlečnato bele barve. Pri nekaterih darovalcih krvi se plazma obarva rumenkasto; vzrok je povečini motnja presnove maščob pri darovalcu. Takšna plazma se ne sme uporabiti za transfuzijo. Če je plazma obarvana rdečkasto, pomeni da je prišlo do hemolize rdečih krvničk.

## Sestava
90-95% plazme predstavlja voda, preostanek pa raztopljene snovi (beljakovine, elektroliti ... ).
| Organske sestavine      | Organske sestavine  |
| Snov                    | Delež               |
| ----------------------- | ------------------- |
| Plazemski proteini      | 60-80 g/l           |
| Glukoza                 | 4,5-5,5 mol\|mmol/l |
| Nebeljakovinski dušik   | 15-30 mmol/l        |
| Dušik v sečnini         | 3,5-7,0 mmol/l      |
| Dušik v aminokislinah   | 3-5 mmol/l          |
| Kreatinin               | 70-140 μmol/l       |
| Kreatin                 | 25-70 μmol/l        |
| Sečna kislina           | 150-400 μmol/l      |
| Lipidi (celokupno)      | 4,5-8,5 g/l         |
| Trigliceridi            | 0,6-2,4 mmol/l      |
| Holesterol (celokupno)  | 4,0-6,5 mmol/l      |
| Prost                   | 0,25-0,35 mmol/l    |
| Zaestren                | 0,65-0,75 mmol/l    |
| Fosfolipidi             | 2,0-3,0 mmol/l      |
| Proste maščobne kisline | 0,3-0,9 mmol/l      |
| Organske kisline        | 4-6 mmol/l          |
| Laktat                  | 1-2 mmol/l          |
| Piruvat                 | 0,1-0,2 mmol/l      |
| Citrat                  | 0,1-0,2 mmol/l      |
| Ketonska telesca        | 0,3-0,5 mmol/l      |

| Elektroliti | Elektroliti    |
| Ion         | Delež          |
| ----------- | -------------- |
| Na+         | 136-146 mmol/l |
| K+          | 3,8-5,2 mmol/l |
| Ca2+        | 2,3-2,7 mmol/l |
| Mg2+        | 0,8-1,2 mmol/l |
| Cl−         | 96-106 mmol/l  |
| HCO3−       | 24-28 mmol/l   |
| Fosfat      | 1,0-1,4 mmol/l |